# La Vie criminelle d'Archibald de la Cruz
Pour plus de détails, voir Fiche technique et Distribution.
La Vie criminelle d'Archibald de la Cruz est un film de Luis Buñuel, sorti en 1955.
Le film parle d'un homme qui dispose, grâce à une boîte à musique magique, du pouvoir de faire mourir les femmes simplement en souhaitant leur mort : s'il imagine égorger, fusiller ou étrangler sa victime, celle-ci meurt effectivement égorgée, fusillée ou étranglée quelques instants plus tard.
En juillet 1994, le film est inclus dans la liste établie par la revue Somos des 100 meilleurs films mexicains de tous les temps.

## Synopsis
Archibald de la Cruz, dans une chambre d’hôpital raconte son enfance à une infirmière. Nous sommes alors pendant la révolution. Sa gouvernante lui raconte que sa boîte à musique appartenait à un roi qui avait le pouvoir de tuer quiconque, en la mettant en marche. Ce que le petit Archibald veut vérifier. Il déclenche le mécanisme de la boîte et la gouvernante reçoit une balle à la gorge et meurt. La nonne refuse d’en entendre davantage. Archibald lui rétorque qu’il va la tuer et sort un rasoir.
Elle s’enfuit et se tue en tombant dans la cage d’ascenseur. Archibald se rend alors chez un magistrat pour s’accuser du crime et lui fait le récit de son existence. Un jour, devenu adulte, il voit une jeune femme qui s’apprête à acquérir la boîte à musique de son enfance chez un joaillier. Il parvient à racheter celle-ci. Rentré chez lui, il se coupe au visage en se rasant. La vue du sang lui rappelle aussitôt la mort de sa nurse et il éprouve un impérieux besoin de tuer. Le soir même, il observe un couple de sa connaissance dans une salle de jeux. L’homme et la femme se disputent. Elle part seule et a un accident de voiture sans gravité. Archibald propose de la reconduire, mais il passe d’abord prendre un rasoir chez lui. Une fois dans la demeure de la femme, il s’apprête à mettre son crime à exécution. Mais le mari revient et se réconcilie avec son épouse.
Dépité, Archibald s’en va. Le lendemain matin, il apprend que le couple de la veille s’est à nouveau disputé et que la femme s’est suicidée en se tranchant la gorge. Plus tard, dans un cabaret à la mode, il retrouve la femme qui avait failli acheter sa boîte à musique et cherche à la séduire. Archibald se rend au lieu du rendez-vous qu’elle lui a fixé et constate que la jeune femme n’est là que sous la forme d’un mannequin de cire. Apprenant qu’elle pose régulièrement pour la confection de ces mannequins, il se rend à l’atelier de cire, la voit et la convie chez lui.
Elle vient et découvre qu’il a acheté son mannequin. Elle ignore qu’il a le dessein de la tuer, puis de l’incinérer dans son four à céramique. Archibald se prépare à passer à l’acte, mais la jeune femme s’est moquée de lui. Elle a donné rendez-vous dans la maison à un groupe de touristes dont elle a la charge. Fou de rage, Archibald brûle le mannequin. Puis il se décide à épouser une jeune femme, Carlotta, afin de guérir de ses obsessions. Découvrant qu’elle a un amant, il se prépare à assassiner la jeune femme au cours de la nuit de noces.
Il n’en a pas le temps. Elle est tuée à coups de revolver par son amant. Archibald fait une dépression nerveuse. Il se retrouve à l’hôpital, où la nonne est morte par sa faute. Le magistrat, après avoir écouté ces aveux, déclare qu’on ne peut arrêter tous les gens qui ont envie de tuer quelqu’un, sinon la moitié de l’humanité serait en prison. Il laisse alors partir Archibald, qui va jeter la boite à musique dans un étang. Archibald constate ensuite qu’il est incapable de tuer un insecte et rencontre la femme dont il a brûlé le double en cire. Ils partent tous les deux, bras dessus bras dessous.

## Fiche technique
- Titre : La Vie criminelle d'Archibald de la Cruz
- Titre original : Ensayo de un crimen
- Réalisation : Luis Buñuel
- Scénario : Luis Buñuel, Eduardo Ugarte, Rodolfo Usigli
- Musique originale : Jorge Pérez
- Image : Agustín Jiménez
- Pays d'origine : Mexique
- Format : noir et blanc
- Durée : 89 minutes
- Date de sortie :
  - Mexique : 19 mai 1955
  - France : 25 septembre 1957

## Distribution
- Ernesto Alonso : Archibald de la Cruz
- Miroslava Stern : Lavinia
- Ariadne Welter (es) : Carlota Cervantes
- Rodolfo Landa (es) : Alejandro Rivas, l'architecte
- Andrea Palma : la mère de Carlota
- Rita Macedo : Patricia Terrazas
- José María Linares-Rivas : Willy Corduran, l'amant de Patricia
- Carlos Riquelme : le commissaire
- Armando Velasco (es) : le juge
- Chabela Durán : soeur Trinidad
- Carlos Martínez Baena : le prêtre
- Rafael Banquells : Archibald enfant
- Leonor Llausas : la gouvernante d'Archibald
- Eva Calvo : la mère d'Archibald
- Enrique Díaz Indiano (es) : le père d'Archibald

## Métaphores et significations cachées
La Vie criminelle d’Archibald de la Cruz est un film d’entomologiste. Luis Buñuel observe son obsédé avec une précision scientifique et décrit chaque phase de la névrose de ce dernier, le film entier évoluant selon un processus quasi mécanique d’une grande sophistication.
Cette œuvre qui scrute la pulsion de meurtre d’un homme est aussi une réflexion caustique sur l’impuissance sexuelle et une satire féroce de la grande bourgeoisie mexicaine. D’ailleurs, derrière chaque victime se cache un emblème aisément identifiable : la nurse (l’éducation), la nonne (la religion), la femme riche et désœuvrée (la bourgeoisie) et la fausse vierge cherchant un bon mariage (l’hypocrisie). Seule la femme qui travaille pour subvenir à ses besoins, et assure ainsi son indépendance, peut échapper à ce jeu de massacre. Elle travaille avec son esprit (guide pour touriste) et son corps (modèle pour mannequins de cire). Elle sait mettre en scène les situations (voir son jeu chez Archibald) et fait preuve d’une certaine liberté sexuelle.
Derrière La Vie criminelle d’Archibald de la Cruz est énoncée une célébration de la liberté individuelle, dont Buñuel semble nous dire qu’elle n’est accessible qu’à la condition préalable de savoir où commence le rêve et où finit la réalité. Le problème d’Archibald, dont les désirs de meurtre ne sont que des enfantillages, étant d’ignorer l’existence de cette frontière.
La Vie criminelle d’Archibald de la Cruz est le plus surréaliste des films de Luis Buñuel depuis L'Âge d'or ; bien que ce surréalisme réside plus dans l’esprit que dans la forme. En effet, cette dernière est d’une sobriété qui confine à la platitude, ce qui offre un étrange contrepoint à la démence et aux manies du héros.